# Boon Keng
Boon Keng – stacja podziemna Mass Rapid Transit (MRT) na North East Line w Singapurze. Znajduje się na Boon Keng Road i Serangoon Road, w pobliżu rzeki Whampoa.